# Laat-Devonische extinctie
De Laat-Devonische extinctie was een van de vijf grote massa-extincties in de geschiedenis van het leven op Aarde. De massa-extinctie vond plaats aan het einde van het tijdperk Devoon, rond 360 Ma (miljoen jaar geleden). Het uitsterven vond plaats tijdens de laatste tijdsnede in het Devoon, het Famennien (van ongeveer 374,5 tot 359,2 Ma). Deze extinctie zorgde vooral voor het uitsterven van veel zeedieren.

## Uitgestorven soorten
De Laat-Devonische massa-extinctie was dramatischer dan de bekendere gebeurtenis op de Krijt-Tertiair-overgang waarbij de dinosauriërs uitstierven. De extinctie vond voornamelijk plaats in het water. Een recente schatting is dat ongeveer 22% van alle families van mariene dieren (voornamelijk gewervelden) verdwenen, tegen 57% van alle geslachten en 75% van alle soorten. Voor soorten is dit overigens moeilijker te bepalen omdat van niet alle Devonische taxa veel bekend is.
De zwaarst getroffen ongewervelde groepen waren de brachiopoden, trilobieten, ammonieten, Conodonta en Acritarcha. Verder stierven alle Rugosa en stromatoporen uit, de belangrijkste Devonische rifbouwers. Het zou tot in het Mesozoïcum duren voordat er weer riffen voorkwamen ter grootte van die uit het Devoon. Onder de gewervelden werden de kaakloze vissen zwaar getroffen en verdwenen alle Placodermi. Opvallend is dat veel meer soorten die in warm water leefden dan soorten die in koudere omstandigheden leefden verdwenen. Soorten die in zoetwater of op het land leefden, zoals de vroege tetrapoden die in het Devoon waren ontstaan, werden minder zwaar getroffen.

## Duur
Hoewel er duidelijk een groot aantal soorten verdween tijdens de Laat-Devonische massa-extinctie, is onduidelijk hoelang het uitsterven duurde, en of dit in twee grote gebeurtenissen of een serie kleinere plaatsvond. Schattingen over de totale duur van de massa-extinctie lopen uiteen van 500.000 tot 15 miljoen jaar (de duur van het Famennien). Recent onderzoek wijst op een totale duur van ongeveer 3 miljoen jaar.

## Oorzaken
De oorzaken van de Laat-Devonische extinctie zijn onduidelijk. De oorzaak is, net als bij sommige andere massa-extincties, wel gezocht in een grote meteorietinslag. Onder inslagen die met de Devonische massa-extinctie in verband zijn gebracht zijn de Alamo bolide-inslag waarvan sporen zijn gevonden in Nevada (V.S.) en de inslag die de Woodleighkrater in Australië gevormd heeft.
In het Boven-Devoon komen een aantal olieschalies voor: gesteenten die wijzen op anoxische condities in de diepzee. Dit zou het uitsterven van met name in dieper water levende soorten verklaren, maar tijdens de Devonische massa-extinctie stierven juist veel in ondiep water levende soorten zoals koralen uit.
Een waarschijnlijkere oorzaak ligt in de opkomst van de landplanten tijdens het Devoon. De toegenomen hoeveelheid fotosynthese die dit tot gevolg had zorgde voor een afname van de hoeveelheid koolstofdioxide in de aardatmosfeer, omdat de koolstof bij landplanten niet weer vrijkomt door respiratie, maar wordt opgeslagen in de bodem. Omdat kooldioxide een broeikasgas is moet dit een wereldwijde temperatuurdaling tot gevolg hebben gehad. Dit kan een verklaring vormen voor het feit dat vooral soorten van warmer water uitstierven.
Uit het Laat-Devoon zijn sporen van ijskappen op Gondwana gevonden, terwijl de rest van het Devoon daar een te warm klimaat voor had. Een gevolg van de groei van ijskappen is, dat het eustatisch zeeniveau daalt. Samen met de afkoeling van het zeewater kan dit een verklaring zijn voor het uitsterven van de ondiep mariene soorten.